# 植草益
植草益（うえくさ ます、1937年4月8日- ）は、日本の経済学者、東京大学名誉教授。
神奈川県鎌倉市大船生まれ。1962年慶應義塾大学経済学部卒、1967年同大学院博士課程中退、1983年「産業組織論」で東京大学経済学博士。東京大学経済学部教授を務め、1998年定年退官、名誉教授、東洋大学経済学部教授。2006年退職。1983年『産業組織論』で日経・経済図書文化賞受賞。1984年交通図書賞、1992年テレコム社会科学賞、1995年エネルギー・フォーラム賞、1998年公益事業学会賞受賞。日本経済政策学会会長を務めた。

## 著書
- 『産業組織論』筑摩書房 1982
- 『産業組織論』放送大学教育振興会 1988
- 『公的規制の経済学』筑摩書房 1991　NTT出版 2000
- 『産業融合 産業組織の新たな方向』岩波書店 シリーズ現代の経済　2000

### 共編著
- 『世界の企業 シリーズ比較企業体制』全5巻 責任編集:伊東光晴,石川博友と、筑摩書房 1975-76
- 『日本の公企業』岡野行秀共編 東京大学出版会 東京大学産業経済研究叢書　1983
- 『講座・公的規制と産業 2 都市ガス』横倉尚共編　NTT出版 1994
- 『講座・公的規制と産業 1 電力』編 NTT出版 1994
- 『日本の産業組織 理論と実証のフロンティア』編 有斐閣 1995
- 『社会的規制の経済学』編 NTT出版 1997
- 『現代日本の損害保険産業』編 NTT出版 1999
- 『沖縄経済変革のダイナミズム 21世紀:アジア太平洋の中の日本そして沖縄-発展の方向をさぐる』宮城辰男,大城保共編著 NTT出版 2000
- 『現代産業組織論』竹中康治,菅久修一,井手秀樹,堀江明子共著 NTT出版 2002
- 『社会経済システムとその改革 21世紀日本のあり方を問う』編 NTT出版 東洋大学先端政策科学研究センター研究叢書 2003
- 『エネルギー産業の変革』編 NTT出版 日本の産業システム 2004
- 『素材産業の新展開』大川三千男,冨浦梓共編 NTT出版 日本の産業システム 2004
- 『先端技術の開発と政策』編 NTT出版 東洋大学先端政策科学研究センター研究叢書 2006

### 翻訳
- OECD 編『産業集中の国際比較』監訳 日本経済新聞社 1980

## 論文
- <植草益